# Comuna Șipotele pe Siret, Vijnița
Șipotele pe Siret (în ucraineană Долішній Шепіт, transliterat: Dolișnii Șepit) este o comună în raionul Vijnița, regiunea Cernăuți, Ucraina, formată din satele Falcău, Lăpușna, Lecheci și Șipotele pe Siret (reședința).

## Demografie
Componența lingvistică a comunei Șipotele pe Siret
     Ucraineană (98,85%)
     Alte limbi (1,15%)
Conform recensământului din 2001, majoritatea populației comunei Șipotele pe Siret era vorbitoare de ucraineană (98,85%), existând în minoritate și vorbitori de alte limbi.